# Jacque Lynn Armer
Jacque Lynn Armer (* 1. Dezember 1997 in South Bend) ist eine US-amerikanische Volleyballspielerin.

## Karriere
Armer begann ihre Karriere an der Manatee High School. Von 2016 bis 2019 studierte sie an der Louisiana State University und spielte in der Universitätsmannschaft. Danach schloss sie ihr Studium 2019/20 an der Indiana University ab. Nach dem Studium ging die Mittelblockerin zum schwedischen Verein Hylte/Halmstad, mit dem sie in der Saison 2020/21 die nationale Meisterschaft gewann. Anschließend wechselte sie zum französischen Verein Saint-Dié-des-Vosges Volley-Ball. In der Saison 2022/23 war Armer in Spanien bei Cajasol Vóley Dos Hermanas aktiv. Danach ging sie zum Schweizer Erstligisten VC Kanti Schaffhausen. In der Saison 2024/25 spielte sie beim Ligakonkurrenten VC Lugano. Der deutsche Bundesligist Dresdner SC löste einen im Mai 2025 abgeschlossenen Vertrag mit Armer bereits Anfang Juli wieder auf.